# Regeneracja (biologia)

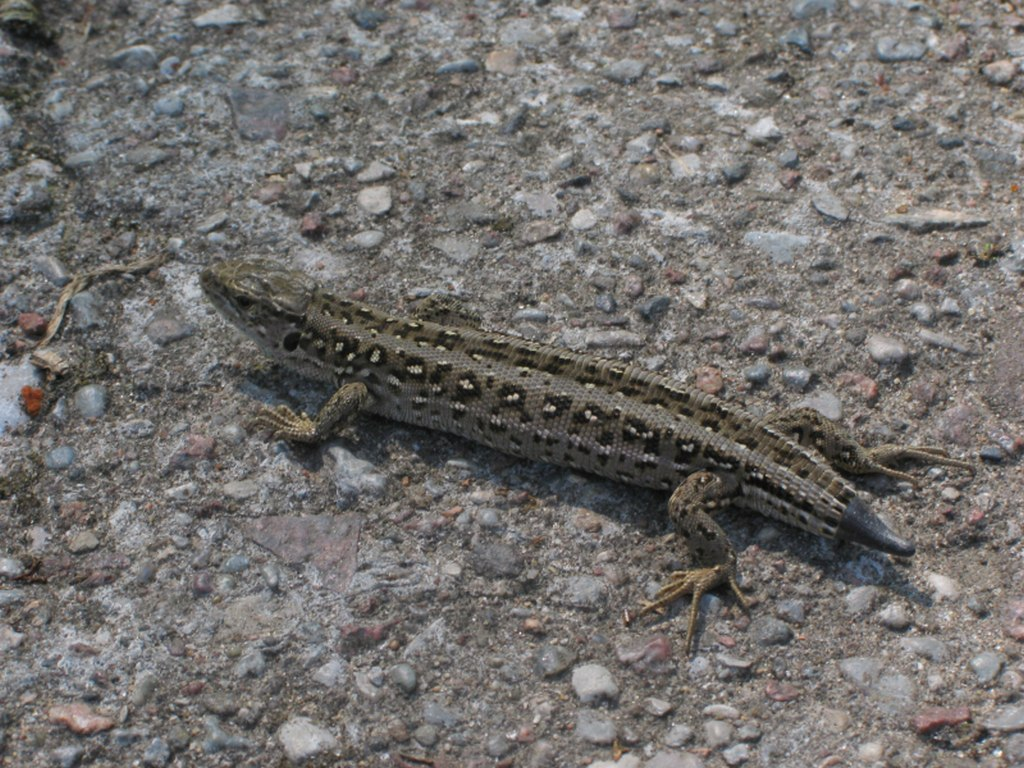
Regeneracja ogona utraconego wskutek autotomii u jaszczurki zwinki

Regeneracja – odtwarzanie przez organizmy utraconych lub uszkodzonych części ciała, narządów, tkanek lub komórek. Zjawisko to jest najczęściej odpowiedzią na uszkodzenie tkanek (np. gojenie się ran) albo elementem naturalnej, sezonowej zmiany niektórych struktur ciała (np. piór). Czasami może być także częścią mechanizmu obrony przed drapieżnikami (np. autotomia).
Wyróżnia się trzy typy regeneracji:
- regeneracja fizjologiczna – stała wymiana martwych komórek, zachodząca u większości organizmów;
- epimorfoza – odtworzenie brakującej części tkanki lub narządu;
- morfalaksja – odtworzenie całego organizmu ze szczątkowego fragmentu.

Rośliny cechuje bardzo duża zdolność regeneracji. W świecie zwierząt natomiast zjawisko to jest szerzej rozpowszechnione wśród gatunków mniej zaawansowanych ewolucyjnie (bardziej prymitywnych). Niektóre organizmy potrafią zregenerować nawet całe ciało zaledwie z niewielkiego fragmentu tkanki. Taka zdolność występuje u prawie wszystkich wirków (do odtworzenia całego ciała wystarczy im zaledwie 1/200 jego powierzchni), jamochłonów oraz gąbek, a także większości pierścienic, rozgwiazd (do odtworzenia całego ciała wystarczy im jedno ramię) i wężowideł. Głowonogi potrafią regenerować utracone ramiona, zaś ślimaki – czułki. Wiele owadów i skorupiaków potrafi regenerować utracone odnóża. Kręgowce natomiast regenerują zwykle jedynie nabłonek oraz niektóre drobne uszkodzenia narządów (np. większość ryb, salamander oraz traszek potrafi regenerować kończyny). Ptaki mogą regenerować uszkodzone pióra lub nawet celowo wymieniać je sezonowo, w pewnych przypadkach zwierzęta te potrafią regenerować również inne struktury swojego ciała. Niektóre gatunki ssaków, chociaż nie mają zdolności do regeneracji całych narządów, są w stanie zrobić to z różnymi strukturami peryferyjnymi (np. poroże).
U roślin oraz wielu zwierząt niższych regeneracja jest również elementem mechanizmu rozmnażania bezpłciowego.